# James Herbert Brennan
Pour les articles homonymes, voir Brennan.
Œuvres principales
- Série Loup* Ardent
- Série Quête du Graal
- Série La Guerre des fées

James Herbert Brennan, dit Herbie Brennan, aussi appelé J. H. Brennan, né le 5 juillet 1940 dans le comté de Down en Irlande du Nord et mort le 1er janvier 2024, à Tullow dans le Comté de Carlow en Irlande, est un écrivain britannique.
Passionné par la psychologie, le paranormal et la physique quantique dès son plus jeune âge, son intérêt pour la féerie, les théories scientifiques alternatives (origine extraterrestre de l'homme, connaissances mystérieuses de l'Égypte antique, possibilité du voyage dans le temps), ainsi que son goût pour les films d'horreur classiques, ont influencé son écriture, notamment pour la jeunesse.

## Biographie
Passionné de jeux de rôle, Herbie Brennan participe à la création de certains d'entre eux, comme Man, Myth & Magic ou Timeship. À 24 ans, il est le plus jeune rédacteur en chef d'Irlande.
Dès ses 30 ans, il se consacre entièrement à l'écriture. Une centaine de romans, livres-jeux, pièces radiophoniques et jeux vidéo ont fait sa renommée : des fictions pour enfants comme pour les adultes, et des ouvrages ésotériques. Ses livres ont parfois paru sous des noms de plume comme Maria Palmer ou Cornelius Rumstuckle, ou sous le nom de J. H. Brennan, James Brennan ou Herbie Brennan. Ils ont été traduits en cinq langues.
Les lecteurs français le connaissent notamment pour ses livres-jeux (ou « dont vous êtes le héros ») parus dans les années 1980, alors que dans le monde anglophone, on retient plutôt sa saga romanesque La Guerre des fées. Elle a figuré dans la liste des best-sellers du New York Times en juin 2003.
Son épouse, Jacquie Burgess, écrit et pratique la guérison par les cristaux (lithothérapie). Ils ont participé à divers mouvements alternatifs comme « Servants of the Light ». 
Dans une courte biographie en première page d'une de ses œuvres, Brennan dit avoir habité plusieurs maisons hantées, y compris par une « voiture fantôme ». Le couple vivait dans un ancien presbytère en Irlande avant sa disparition le 1er janvier 2024.

## Œuvres

### Livres-jeux
- 1984-1985 : Loup* Ardent (4 tomes)
- 1984-1987 : Quête du Graal (8 tomes)
- 1986 : Épouvante ! (2 tomes)
- 1997-2000 : Défis de l'Histoire (2 tomes en anglais, plus 2 tomes supplémentaires en français seulement)
- 2008 : Le Livre de la Sorcellerie (1 tome, sous le pseudonyme de Cornelius Rumstuckle)

### Jeux de rôle
- 1982 : Man, Myth & Magic (en)
- 1983 : Timeship (en)
- The Monster Horrorshow

### La Guerre des fées
En 2011, la série fut rééditée en France sous le titre de La Guerre des elfes.
- 2004 : La Guerre des fées
- 2005 : L'Empereur pourpre
- 2007 : Le Seigneur du royaume
- 2008 : Le Destin des fées
- 2013 : L'Héritière

### Autres fictions
- 1978 : La Décision d'Armaguedon
- 1978 : Le Seigneur du temps
- 1979 : Zaros
- 2003 : Zartog fait des bêtises

### Ésotérisme ou documentaires
- 1977 : Défis - La Machine volante
- 2000 : Découvrez la Magie
- 2001 : L'Atlantide et ses secrets